# Cedrus libani
Il cedro del Libano (Cedrus libani, A.Rich. 1823) è una specie appartenente alla famiglia Pinacee. Migliaia di anni fa estesi boschi di questo albero ricoprivano i pendii montuosi di tutto il Vicino Oriente (e di Cipro e del Libano); oggi nella sua zona di origine nella catena del Monte Libano e nella valle dei cedri a Cipro sopravvivono solo poche centinaia di esemplari.
È l'albero rappresentato nella bandiera del Libano.

## Morfologia
La chioma dell'albero è densa e rigogliosa, con una forma piramidale quando l'albero è giovane. Con il tempo, la chioma si allarga e si appiattisce assumando una forma orizzontale. La pianta è distinguibile per alcuni rami che assumono un portamento a "candelabro" ossia formano un angolo di 90° e salgono verso l'alto.a causa della tendenza dei rami a crescere ad angolo retto.  Nelle zone d'origine arriva a 40m, eccezionalmente a 60m.

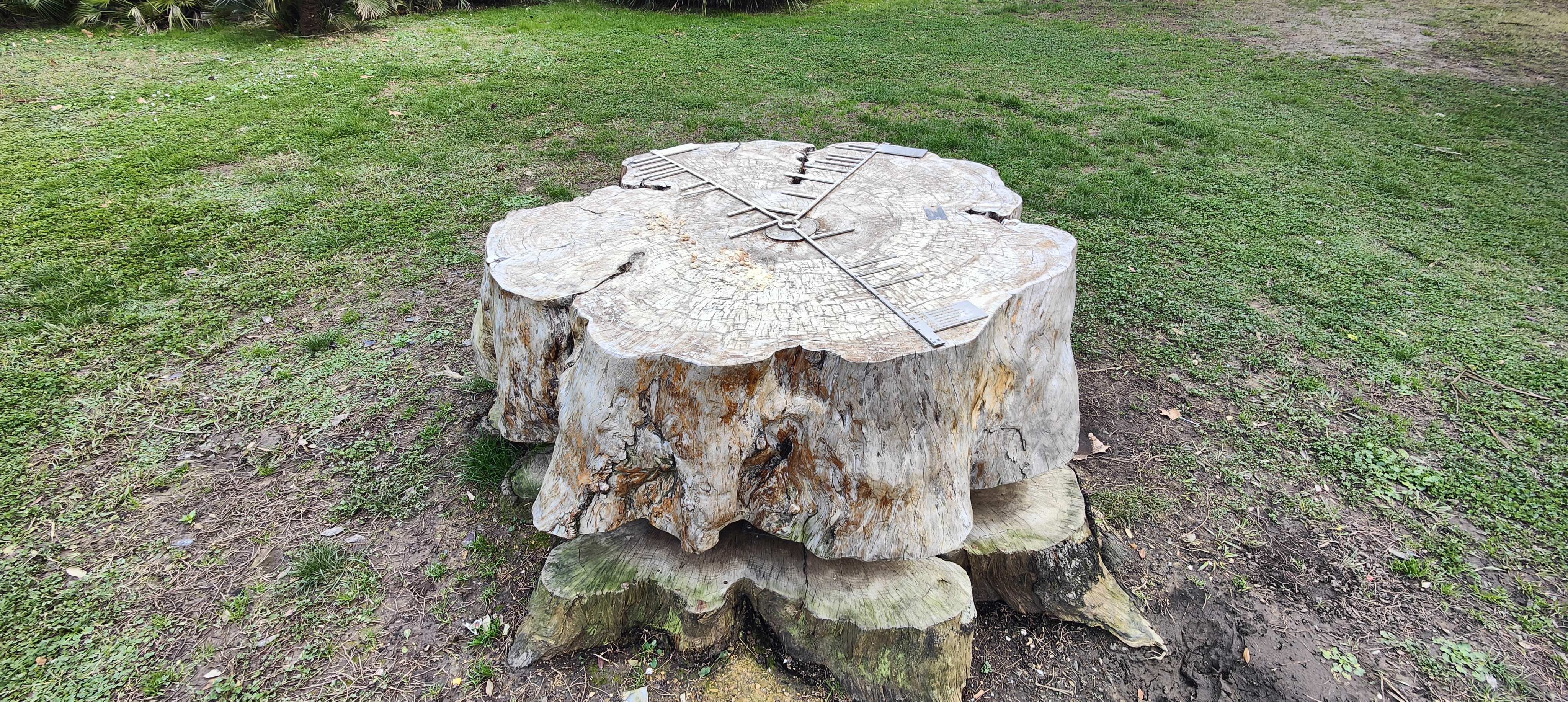
La ceppaia appartenente a un Cedro del Libano con lettura dendrocronologica degli anni al Parco di Villa Serra a Nervi. (Analisi età anelli a cura di ISCUM Genova)

### Corteccia
Prima liscia, poi fessurata longitudinalmente di colore marrone scuro, ha una densa ramificazione e lascia una sostanza.

### Foglie
Le foglie sono aghiformi, lunghe fino a 3 cm, di colore verde scuro portate sia singolarmente sui giovani rametti, sia in ciuffi di 20-30 su corti rametti laterali. Le foglie sono poste sui brachiblasti, ovvero i rami più corti e dalla distanza nodale breve e si trovano, a loro volta, portati dai macroblasti, ovvero i rami più lunghi, spessi e grandi.

### Fiori

Il cedro stilizzato della bandiera del Libano.

Il Cedrus libani, come tutte le gimnosperme, non ha i fiori ma gli strobili: grigio-verdastri i maschili, lunghi fino a 5 cm e a maturità giallastri, verdastri i femminili, portati sulla stessa pianta (monoica).

### Frutto
Il Cedrus libani, come tutte le gimnosperme, non ha i frutti, ma strobili femminili maturi che sono coni bruni di consistenza legnosa (pigne) che si sfaldano a maturità disperdendo i semi.

### Malattie
Le piante adulte e ultra centenarie di questa specie  possono ammalarsi di cancro resinoso (Gibberella circinata), malattia che viene dagli USA e che sta prendendo piede a causa delle alte temperature e del conseguente tasso di umidità che insieme favorisce lo sviluppo patogeno. Quando la pianta è infestata, con la consultazione delle autorità forestali, si deve pensare alla gestione boschiva mediante mappatura degli esemplari che saranno dopo destinati al taglio (ceduo). Diverse malattie fungine insidiano questa pianta (patologia comune anche ai pini) causate anche dagli afidi della specie Cedrobium laportei e Cinara cedri ghiotte soprattutto della corteccia.

## Habitat
Il cedro del Libano vive nella fascia montana a clima fresco, sui versanti esposti a nord dai 1300 ai 3000 metri di altitudine.

## Distribuzione

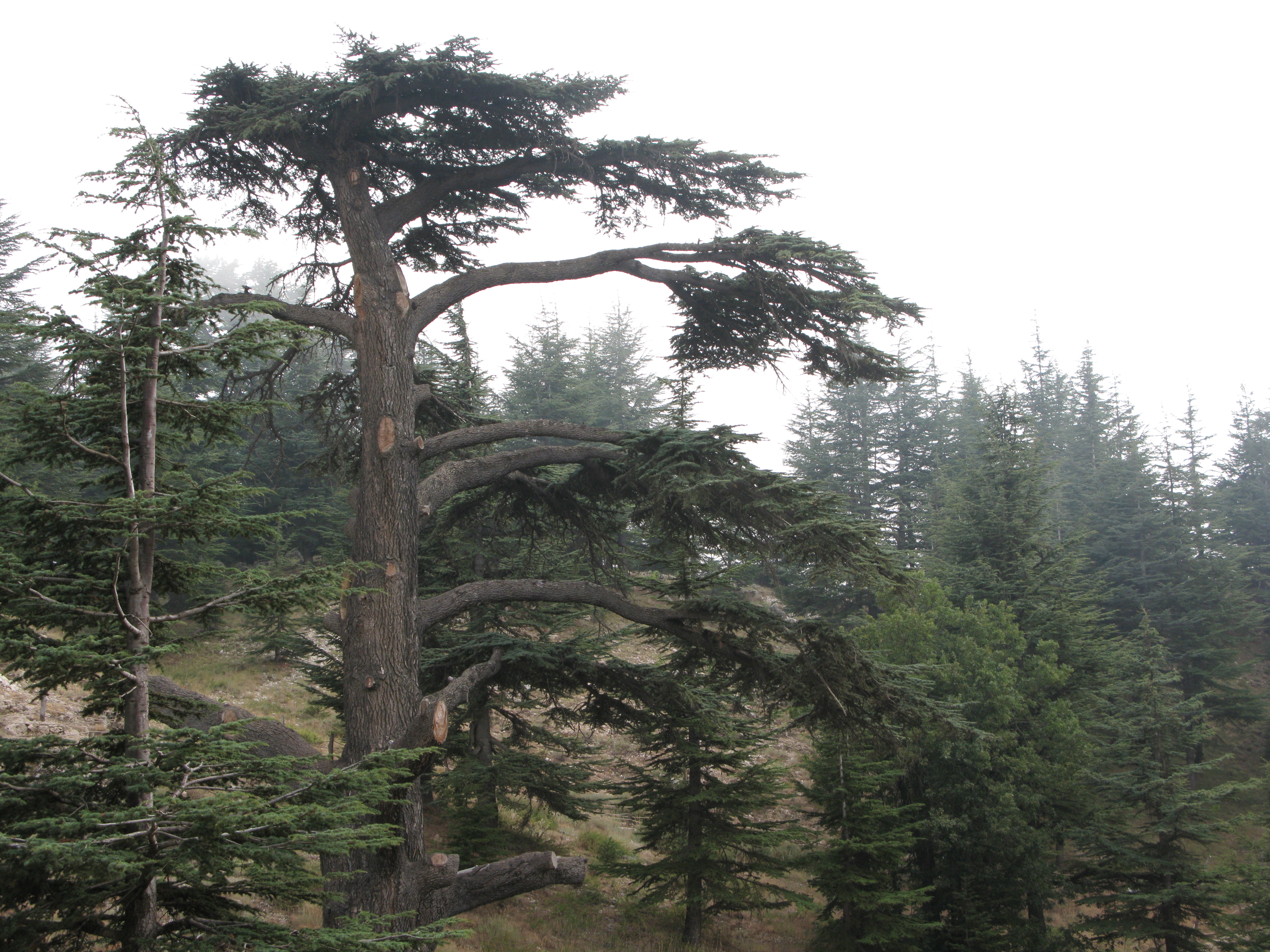
Foresta dei cedri di Dio

Originario del Mediterraneo Orientale, cresce spontaneo nelle montagne del Libano, della Siria e in Turchia meridionale (monti Tauro). Oramai rarissimo a Cipro, è coltivato in parchi e giardini di tutta Europa dalla fine del Settecento. In Italia il primo Cedro del Libano viene piantato nell'Orto botanico di Pisa nel 1787.
I cedri universalmente considerati più belli e spettacolari sono quelli che si trovano in Libano, precisamente nella Foresta dei cedri di Dio (situata 2050 m circa di altezza sul livello del mare), che è Patrimonio dell'umanità dell'UNESCO. Per la protezione di questa pianta, il governo libanese ha istituito tre aree protette: la riserva dei cedri dello Shuf, la riserva di Horsh Eden e la riserva delle foreste di Tannourine.

## Simbologia biblica
Il cedro del Libano viene menzionato nella Bibbia numerose volte, con diversi significati simbolici. Ad esempio:
- Il giusto, radicato nel Signore, che trasmette bellezza e benessere e anche nella vecchiaia s'innalza producendo frutti abbondanti. Sal 92,12-15[4]
- La Sapienza divina: «Sono cresciuta come un cedro sul Libano, come un cipresso sui monti dell'Ermon» Sir 24,13[5].
- La bellezza dello sposo: «Il suo aspetto è quello del Libano, magnifico come i cedri». Ct 5,15[6], come pure della sposa, che viene dal Libano.
- Il perdono di Dio: «Sarò come rugiada per Israele; fiorirà come un giglio e metterà radici come un albero del Libano, si spanderanno i suoi germogli e avrà la bellezza dell'olivo e la fragranza del Libano». Os 14,6-7[7][8]